# На рубеже тысячелетий (серия монет)
На рубеже тысячелетий (укр. На межі тисячоліть) — серия памятных монет, выпущенная Национальным банком Украины в 2000—2001 годах.
Серия состоит из двух биметаллических монет из недрагоценных металлов номиналом в 5 гривен. Монеты серии не имеют единого оформления аверса и реверса.
О выпуске монет серии было объявлено письмами НБУ от 27 декабря 2000 года и от 7 марта 2001.

## Монеты
| Аверс | Реверс | Описание | Примечание |
| ----- | ------ | --- | --- |
|       |        | На аверсе: на фоне зеркала — образованный тремя полукругами рельефный трёхлепестковый орнамент, символизирующий триединство прошлого, настоящего и будущего, в центре — малый государственный герб Украины. Логотип Монетного двора НБУ, надпись «УКРАЇНА 5 ГРИВЕНЬ 2000». На реверсе: стилизованная фигура сеятеля, идущего по пашне, надпись «НА МЕЖІ ТИСЯЧОЛІТЬ».                                                                                                | - Название монеты: На рубеже тысячелетий - Номинал: 5 гривен - Металл: кольцо — мельхиор, внутренний круг — нордик (сплав меди, алюминия, цинка и олова) - Масса: 9,4 г - Диаметр: 28 мм - Качество: обычное - Гурт: секторальные рифления - Тираж: 50 000 - Художник: Роман Чайковский - Скульптор: Роман Чайковский - Дата выпуска в обращение: 28 декабря 2000 - Отпускная цена НБУ: 5 гривен |
|       |        | На аверсе: на зеркальном фоне — спирали, образующие яйцо, символизирующие могучий дух, который даёт жизнь всем вещам и связывает их вместе, спираль жизни человека, спиральное движение, постоянное обращение человеческой мысли к спиральному устройству. Малый государственный герб Украины, логотип Монетного двора НБУ, надписи «УКРАЇНА 5 ГРИВЕНЬ 2001». На реверсе: женщина-мать с младенцем, вверху на внешнем круге — звезда. Надпись «НА МЕЖI ТИСЯЧОЛІТЬ». | - Название монеты: На рубеже тысячелетий - Номинал: 5 гривен - Металл: кольцо — мельхиор, внутренний круг — нордик (сплав меди, алюминия, цинка и олова) - Масса: 9,4 г - Диаметр: 28 мм - Качество: обычное - Гурт: секторальные рифления - Тираж: 50 000 - Художник: Николай Кочубей - Скульптор: Роман Чайковский - Дата выпуска в обращение: 7 марта 2001 - Отпускная цена НБУ: 5 гривен     |